# Apicultură

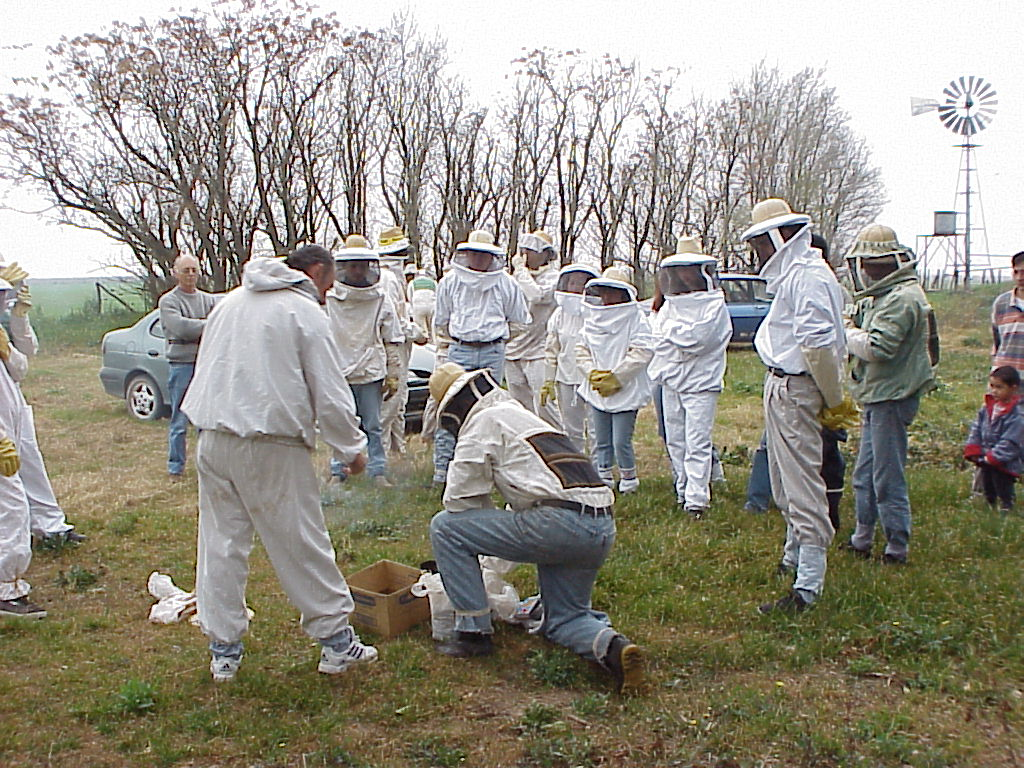
Lecția de apicultură

Apicultura (din lat. apis care înseamnă albină) este o ramură a zootehniei care studiază biologia și tehnologia creșterii și exploatării albinelor, în scopul obținerii de producții apicole ridicate și a sporirii producției de semințe la plantele agricole entomofile. Datorită particularităților biologice specifice, albinele furnizează omului importante produse, iar prin acțiunea de polenizare încrucișată a plantelor entomofile asigură însemnate sporuri de producție multor culturi agricole.

## Istoria apiculturii
Pe parcursul întregii sale existențe, omul a vânat cuiburile de albine sălbatice și le-a luat mierea. Apicultorii au folosit stupii și au recoltat miere de la ei cu cel puțin 4500 de ani în urmă. Pe parcursul ultimelor decenii (din anii 1800 până în prezent), cunoștințele despre apicultură au crescut, ca urmare a cercetărilor efectuate de arheologi, filologi și oameni de știință. 

Căutător de miere prezentat în pictura din perioada 6000 î.Hr. de lângă Valencia în Spania

Se presupune că primii oameni au luat miere de la albine din cuiburile construite în copaci sau în alte locuri. Colectarea de miere din cuiburi sălbatice se efectuează până în prezent, cu excepția regiunilor unde a fost înlocuită total de apicultură. Erau vânate cuiburile de albine melifere (Apis) și speciile mari de albine care nu înțeapă (Meliponinae). Nu numai omul a fost un vânător al cuiburilor de albine, ci și unele mamifere ca cimpanzeii care au fost observați folosindu-și mâinile sau bețe pe care le introduceau în cuib pentru a le scoate unse cu miere.
Cea mai veche dovadă arheologică asupra vânatului albinelor melifere (Apis mellifera) este un desen de pe o piatră din epoca mezolitică care a fost găsit în estul Spaniei și datează din perioada 6000 î. Hr. În acea perioadă, nu la mult timp după ultima Eră glaciară care a avut loc la circa 9000 î. Hr., se presupune că în regiune a existat un climat optim. Desenul fost folosit ca simbol al celui de-al 18-lea Congres Internațional de Apicultură de la Madrid din 1961 și a apărut în numeroase reviste și cărți apicole. Persoana reprezentată, în general considerată a fi o femeie, ia miere dintr-o grotă situată în fața unei stânci. Nu există dovezi asupra existenței unei surse de fum sau a unei îmbrăcăminți de protecție.
Alte picturi pe stâncă realizate înaintea erei noastre în India și Africa de Sud arată fapul că vânătoarea de miere sau chiar apicultura a fost o activitate organizată care implica alcătuirea de echipe de bărbați și femei.
În Africa de Sud și Zimbabwe existau albine Apis mellifera, iar într-o pictură descoperită în Zimbabwe se distinge faptul că fumul era deja folosit. În Asia existau albine Apis dorsata ale căror cuiburi au fost descrise într-o pictură indiană post-mezolitică, descoperită în 1984.

### Apicultura tradițională (stupul fix)
Înainte ca apicultura în păduri să fie practicată, prin anii 2500 î.Hr., în Egiptul Antic se practica o apicultură avansată. Primele reprezentări datează din 2450 î.Hr. și apar într-o scenă care a format o parte a unui basorelief al unui templu al soarelui, de lângă Nilul inferior. Cele mai bune dovezi ale existenței apiculturii în lumea antică, provin din mormintele egiptene. Există scene, puține la număr, în care pot fi observate mierea din faguri și stupii, care documentează ce s-a întâmplat în acele timpuri. Stupii egipteni folosiți cu câteva mii de ani în urmă erau cilindrici și nu difereau foarte mult de cei găsiți în ținuturi mai izolate ale țării, în zilele noastre.
Cele mai recente dovezi scrise despre apicultura cu stupi datează din perioada 1500 î. Hr., iar câteva dintre ele au fost ilustrate de Neufeld, E. (1979) în lucrarea Apiculture in ancient Palestine (early and middle Iron Age) within the framework of the ancient Near East. Ele formează o parte a unui cod de legi hittite, inscripționate pe tăblițe de lut găsite în câmpia Anatoliei, la 1000 de km de nordul Egiptului. Legile reglementau amenzile care trebuiau plătite de un hoț care fura stupi goi sau ocupați. Stupii tradiționali utilizați în prezent în Anatolia sunt încă cilindri orizontali.

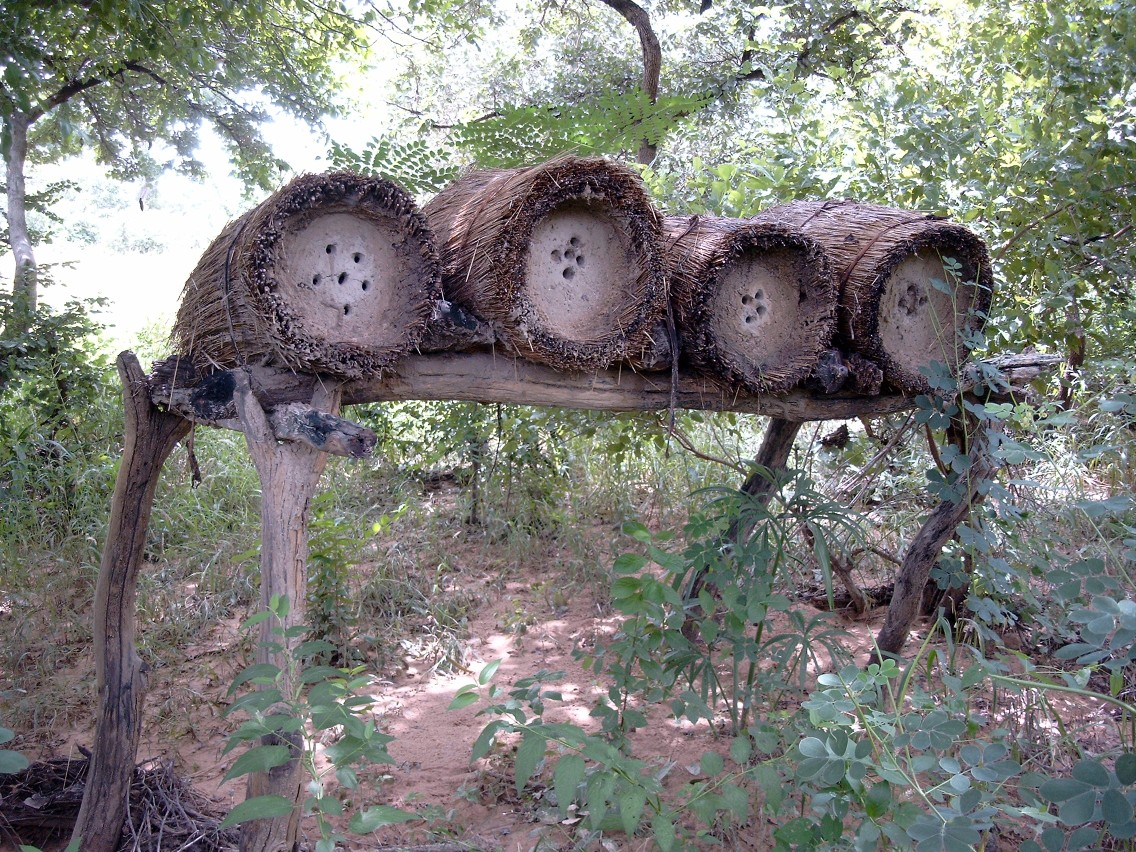
Stupi orizontali din regiunea Fada N'Gourma (Burkina Faso)

După ce imperiul egiptean a intrat în declin, imperiul grecesc a devenit o mare putere. Pentru egipteni apicultura reprezenta o artă importantă și sofisticată, iar grecii i-au adus puține schimbări. Stupii erau orizontali, alungiți și aproximativ cilindrici. Erau făcuți din lut, lemn, nuiele și arbore de plută. Aristotel (384 -322 î. Hr.), unul din cei mai importanți filosofi ai Greciei Antice, nu s-a preocupat foarte mult de studiul biologiei: el nu știa cum luau ființă ouăle într-o familie de albine, și deși era conștient că trebuie să existe un conducător, credea că există mai multe albine care depun ouă:
Ele trebuie sau să își aducă puiet de undeva ... sau să îl genereze singure, sau să aducă pe cineva (trântori) și să genereze altele. Dacă le generează trebuie să fie cu sau fără copulație: dacă primele albine (lucrătoare) pot fi generate dintr-o unire a albinelor, trântori din trântori și regi din regi sau toate celelalte pot fi generate din cele numite regi sau conducători, sau din unirea trântorilor cu albinele (lucrătoare), unii spun că primele sunt masculi, iar ultimele sunt femele, în timp ce alții spun că albinele sunt masculi și trântorii femele.
El afirma că o familie are probleme, dacă există prea mulți sau prea puțini conducători.
Scriitorii romani Cato, Varro, Columella și Palladius cunoșteau partea comercială a afacerii. Romanii erau cei care supravegheau stupine comerciale în Spania. Din scrierile Romei Antice s-au păstrat mai multe dovezi despre apicultura de pe acele meleaguri. Există descrieri clare ale celor nouă materiale din care erau făcuți stupii: lut, cărămizi, bălegar, bușteni, scânduri din lemn, tulpini de fenicul, nuiele împletite, arbore de plută, sau mică transparentă. Stupii erau orizontali și aveau dimensiunile de 30 X 30 X 90 cm.

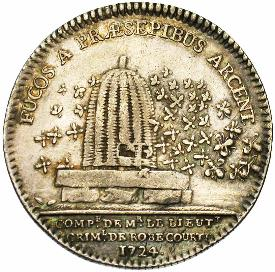
Monedă din Argentina, 1724

În America Centrală, populația maya practica în mod tradițional apicultura, în stupi orizontali, cu albine care nu înțepau, din specia Melipona beecheii. Săpăturile arheologice din 1970 au scos la iveală stupi folosiți în urmă cu câteva secole care se aseamănă foarte mult cu cei folosiți în prezent.

### Stupii verticali

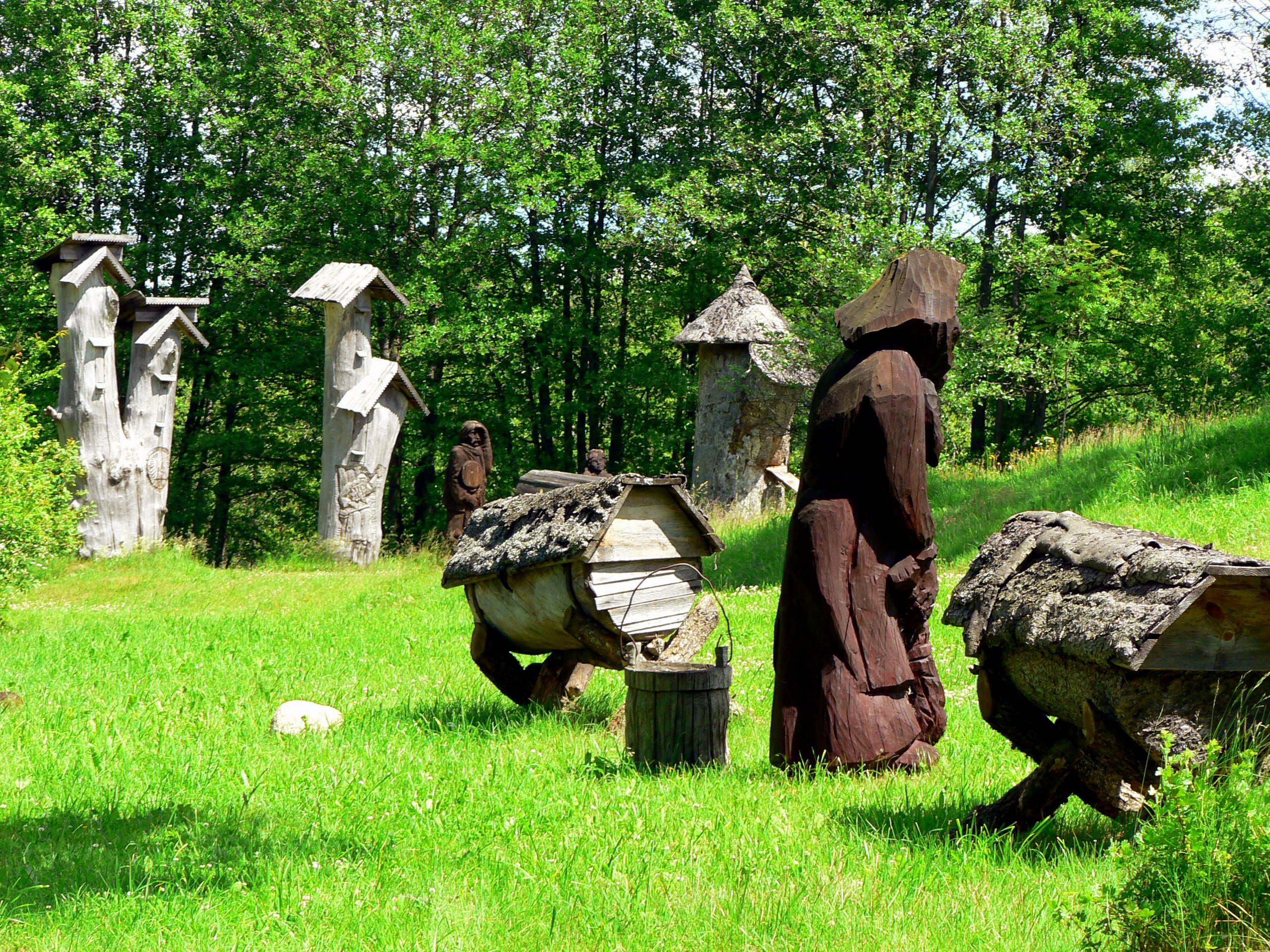
Stupi din lemn în Stripeikiai Lituania

În nordul munților Alpi și în Caucaz erau utilizați bușteni așezați vertical, în unele zone existând chiar și o ușă laterală. Administrarea stupinei este mult mai restrictivă în cazul utilizării stupilor verticali în comparație cu stupii orizontali de la care mierea putea fi extrasă ușor fără a fi nevoie ca albinele să fie omorâte. În cazul stupilor verticali care nu aveau prevăzută o ușă laterală, albinele erau cel mai adesea omorâte prin asfixiere sau prin afumare cu sulf. Apicultorii din Anglia  erau sfătuiți să ierneze stupi de greutate medie, iar mierea era recoltată de la stupii grei și de la cei ușori. Metodele de extracție a mierii utilizate în jurul anului 1500 nu mai necesitau omorârea albinelor. Deasupra sau dedesubtul stupului se utiliza o extensie în care albinele adunau mierea sau în timpul culesului albinele erau dirijate înspre un alt stup în care colectau mierea.

### Progresul științific
În perioada anilor 1600 - 1700 științele au cunoscut o dezvoltare considerabilă, iar în domeniul apiculturii progresele au fost făcute între anii 1568 și 1792, în special în domeniul biologiei. În 1800 se cunoșteau deja realități de bază despre comportamenul, anatomia și fiziologia albinei europene, Apis mellifera. Substanțele produse de albine erau diferențiate de cele colectate de ele: puietul și ceara erau produse în stup; nectarul, polenul și propolisul erau produse de plante și colectate de la ele de albine. Adesea cunoștințele nu erau răspândite în afara Europei sau în afara locului unde erau descoperite, de aceea se întâmpla ca aceeași descoperire să fie făcută mai târziu într-o altă parte a lumii. În general noile cunoștințe erau teoretice, iar dezvoltarea majoră în apicultura practică a început în jurul anului 1850 în America de Nord.

### Apicultura modernă

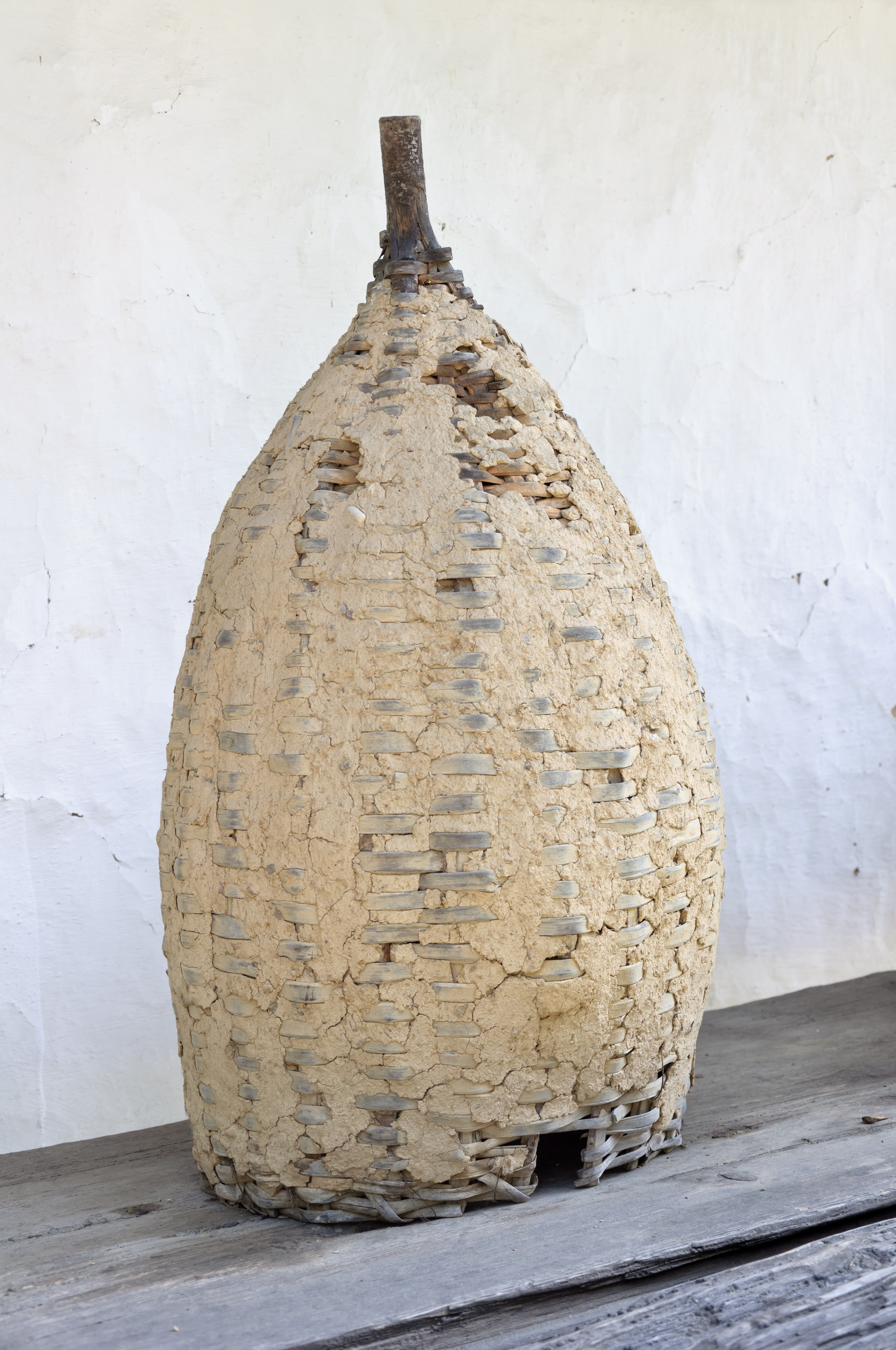
Tipul de stup tradițional - Muzeul Satului Branean, Bran

În cadrul apiculturii tradiționale erau utilizați stupii ficși în care albinele construiau fagurii de sus în jos și îi fixau cu ceară și pe părțile laterale. Astfel, un fagure putea fi scos, doar dacă era tăiat. În cazul stupilor orizontali accesul se putea face mai ușor, prin două părți, față de stupii verticali care puteau fi accesați doar prin partea de jos.
În Anglia au existat experimente prin care se încerca construirea stupilor din diferite unități. În 1649, William Mew a inventat un stup care era format din cutii stratificate, fără rame. Albinele aveau tendința să depună miere în cutiile de deasupra care erau scoase atunci când erau pline de faguri cu miere. Gedle a patentat în 1675 un stup care avea câte un cadru în interiorul fiecărei cutii, cadru de pe care albinele trebuiau să înceapă construcția fagurelui.

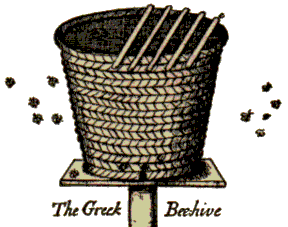
Stupul grecesc

Stadiile de dezvoltare a stupilor au condus la stupul cu rame mobile care este folosit în prezent. Stupul cu rame mobile este originar din Grecia și a fost descris de Sir George Wheler în cartea sa din 1682, A journey into Greece. Autorul a descris stupii pe care i-a văzut în mănăstirea Sfântul Cyriacus de pe muntele Himet din Attica. Stupul avea forma unui vas mare pentru flori, iar albinele își construiau fagurii de la niște rame așezate peste vas, care nu erau lipite de marginile laterale, pentru a putea fi scoase una câte una. Cu acești stupi călugării efectuau mai multe operațiuni: inspectau și manevrau familiile în timp ce albinele lucrătoare se aflau la cules, divizau familiile, controlau roitul, recoltau miere fără să distrugă ramele cu puiet și se asigurau că albinele au suficientă hrană pentru a putea supraviețui peste iarnă.
În 1970, Abbot della Rocca, care a văzut stupi în Insula Creta, și care erau probabil asemănători celor din Grecia, a publicat cartea Traité complet sur les abeilles în care există un pasaj în volumul 2 (p. 467-469) din care reiese că el a înțeles importanța spațiului care trebuie lăsat albinei pentru a se deplasa printre faguri. Și François Huber a înțeles importanța spațiului albinei denumindu-l: distanța egală care trebuie păstrată în mod uniform între faguri. Huber a consturit un stup cu rame mobile de tip acordeon care putea fi deschis ca o carte. În Anglia, Robert Golding a descris în 1947 un stup grecesc îmbunătățit cu rame între care se păstra o distanță corespunzătoare. Alți stupi cu rame mobile au fost inventați în 1806 de Petr Prokopovich din Rusia și în 1848 de Dzierzon din Germania, însă ramele erau așezate prea aproape de pereții stupului, iar albinele uneau cele două părți cu fagure sau propolis, astfel încât trebuia ca ramele să fie tăiate pentru a putea fi scoase afară. Toți acești stupi au fost invenții destinate stupăritului în zonele de pădure și aveau o ușiță în partea din spate, ca și stupii din bușteni verticali.

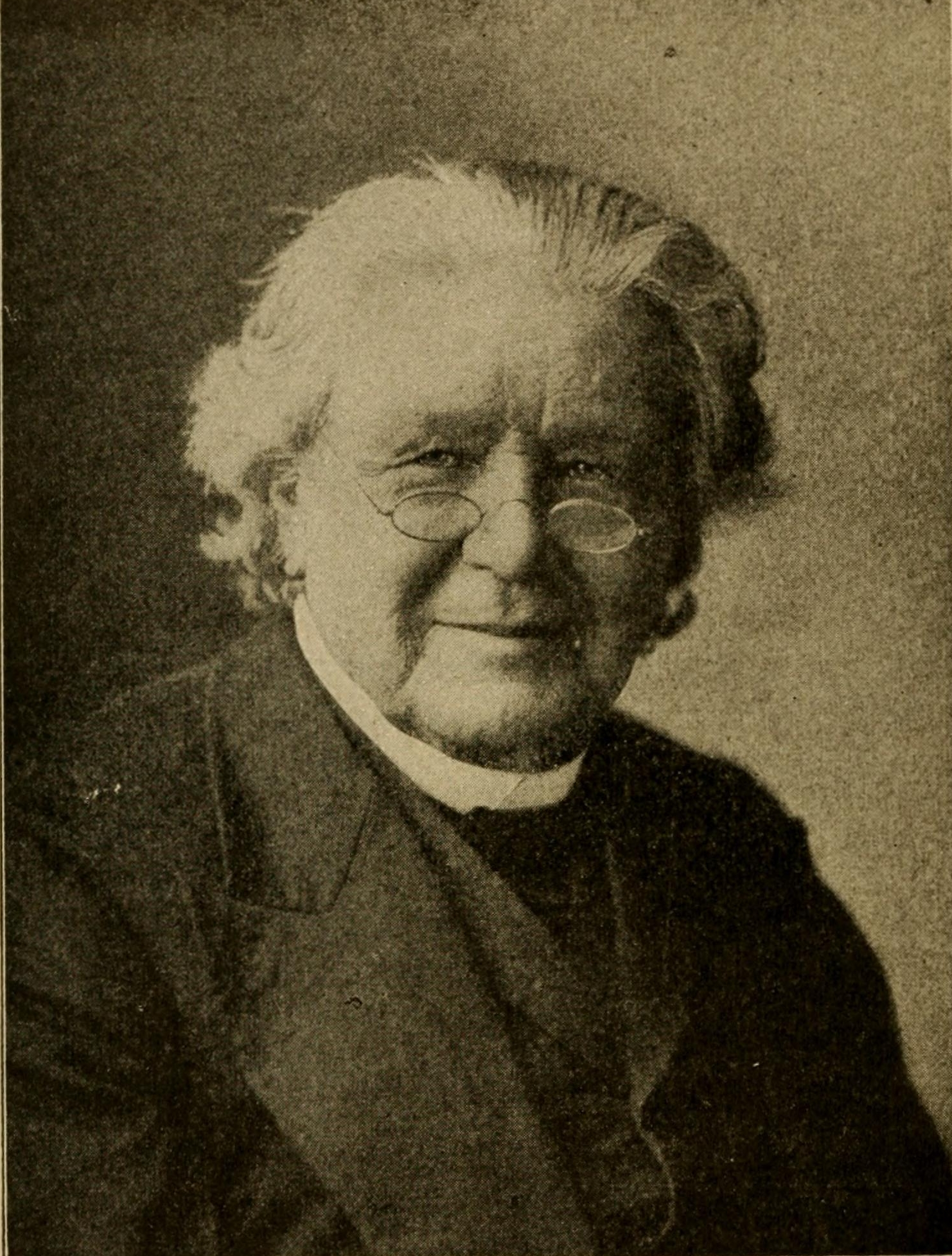
Lorenzo Langstroth (1810-1895)

Progresul practic a fost făcut în anul 1851 de către reverendul L. L. Langstroth din Philadelphia care a încorporat rame mobile în cutii stratificate. Principiul după care a fost construit stupul cu rame mobile a fost descoperirea spațiului albinei, un loc pe care albinele îl folosesc ca pe un coridor. Teoretic, acest spațiu este de 6 până la 10 mm, iar practic este de obicei de 8 mm. Reverendul Langstroth nu și-a revendicat invenția, el a fost doar cel care a identificat nevoia spațiului albinei, atunci când a creat stupul practic, cu rame mobile. Stupii cu rame mobile au fost inventați înainte de anul 1852, când stupul Langstroth a fost patentat, însă aceștia nu erau practici, deoarece erau fie prea complicați, fie prea scumpi. Langhstroth a făcut experimente cu mai multe tipuri de stupi, însă doar în luna octombrie a anului 1851 și-a dat seama cât de avantajos este să se țină cont de acest spațiu. La 5 octombrie 1852, Langstroth a obținut un patent pentru inventarea stupului cu rame mobile: o cutie cu rame așezate paralel, în care părțile laterale și părțile de jos ale ramelor respectau spațiul albinei.
Utilizarea stupului de tip Langstroth s-a extins rapid, la început în America de Nord, Europa și în restul lumii, acolo unde apicultorii au aflat de existența stupului prin intermediul cărții publicate de Langstroth în 1853. Charles Dadant care a emigrat din Franța în SUA în 1863, a avut un rol important în extinderea utilizării stupului cu rame mobile. În multe țări au început să apară reviste apicole, iar apicultorii au început să înființeze primele societăți apicole. Din 1857 au început să fie folosite foile de ceară artificială inventate de Johannes Mehring, care erau mai rezistente pentru extractorul de miere centrifugal, inventat de italianul Francesco de Hruschka în 1865. Deoarece foile de ceară erau însârmate, erau mai rezistente la viteze mai mari de rotație ale extractorului.

### Albinele europene în alte regiuni
Până în anii 1600 albinele melifere din specia Apis erau prezente doar în Europa, Asia și Africa. Albinele europene (Apis mellifera) au fost duse, cel mai probabil în coșnițe, din Anglia în America de Nord. Alte destinații ale albinelor europene au fost insulele Leeward, Sfântul Kitts și Nevis în 1688 și regiunea Guadelupa în 1689. În 1784 au fost duse din Florida în Cuba. Din Spania și Portugalia, albinele au fost transportate în America de Sud, ajungând pentru prima dată în Brazilia în 1839, și în Peru în 1857. În Australia albinele au fost transportate cu succes în 1810 și în Noua Zeelandă în 1839. Cu excepția Insulelor Hawaii unde albinele au fost aduse în 1857, multe insule din Pacific au rămas fără albine până după anii 1950.
Albinle melifere europene au fost importate în ultimele secole de Egipt și Israel, pentru că s-au dovedit a fi mult mai productive decât albinele din rasele native. Japonia, China și Thailanda care aveau albine din specia Apis cerana, au importat albine melifere din Europa. Albine din regiuni tropicale din Africa au fost duse în America de Sud în 1956, producându-se astfel o hibridizare între albinele prezente și albinele din Africa tropicală, iar albinele rezultate au fost denumite de apicultori albine africanizate. În următorii treizeci de ani albinele africanizate s-au răspândit în aproape toată America Centrală și America de Sud. În 1988 erau prezente în 21 de țări, din Argentina, până în Mexic.
În 1986 albine din specia Apis florea din Asia, au fost găsite în Sudan, iar albine din specia Apis cerana au fost găsite în vestul Noii Guinee și în Papua Noua Guinee. În 1880, Frank Benton a avut o încercare fără succes de a aduce patru familii de albine din specia superioară Apis dorsata din sud-estul Asiei în SUA, deoarece albinele au murit pe drum.

## Produsele apicole

#### Mierea
Mierea a fost încă din antichitate cel mai important produs obținut de la stupi sau de la albinele sălbatice. În antichitate mierea era utilizată în special în medicină și a fost unul dintre cele mai populare „medicamente” în Egiptul Antic, fiind menționată de peste 500 de ori în 900 de rețete și a fost un ingredient comun în medicina medievală. Mierea era adesea singura substanță disponibilă care putea face ca celelalte ingrediente acceptabile ca gust. În Europa mierea era utilizată ca medicament, ca hrană și ca îndulcitor: era mai ieftină decât zahărul până în anii 1700 sau mai târziu. Prima carte despre miere, The virtues of honey in preventing many of the worst disorders a fost scrisă de Sir John Hill și publicată în 1759 în Anglia.
Mierea reprezintă un aliment deosebit de plăcut, hrănitor, cu mare valoare biologică și calorică (3 150 kcal), ușor asimilabil, iar datorită conținutului său în inhibină, posedă reale proprietăți bactericide.

#### Ceara

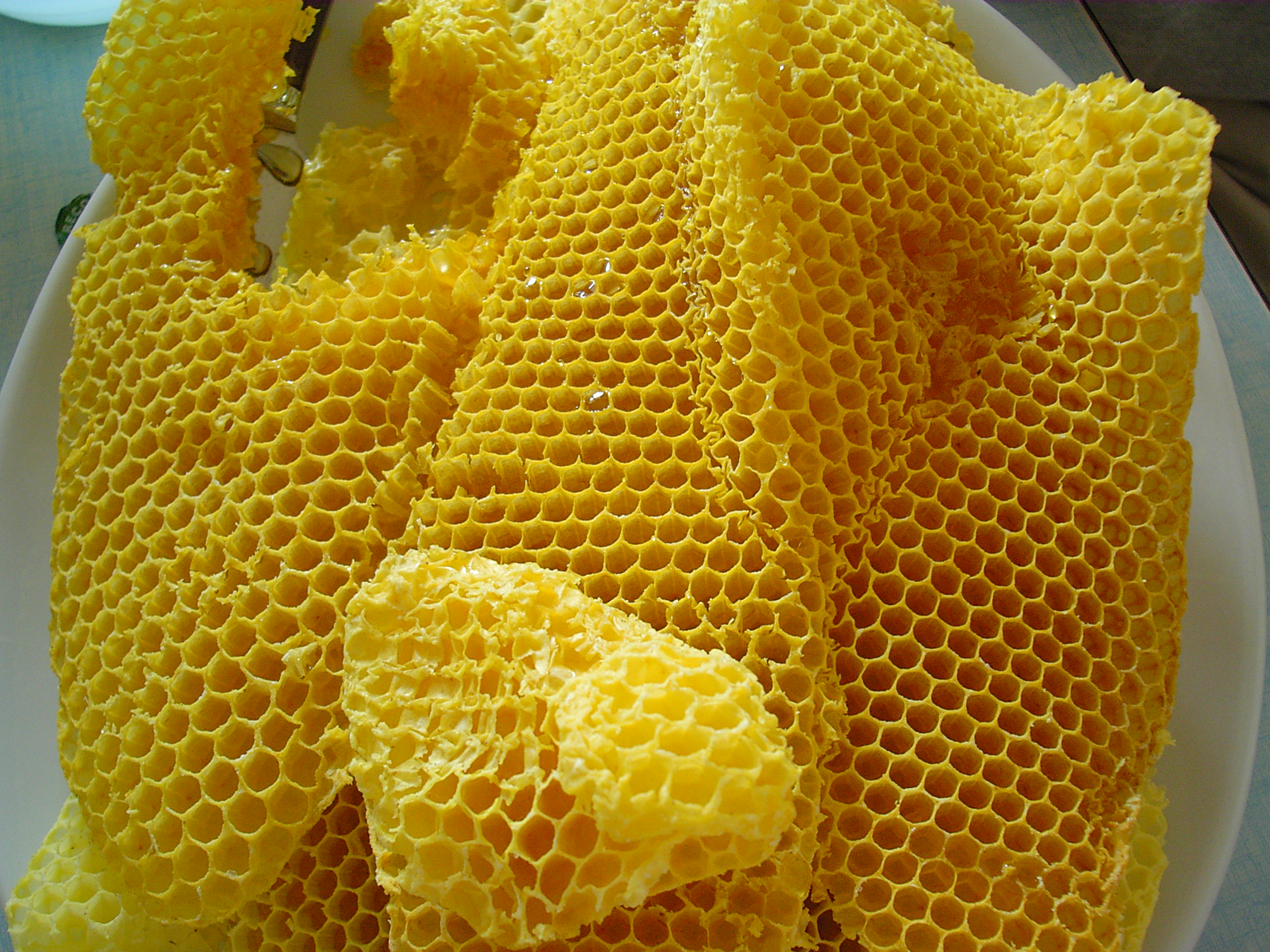
Faguri de ceară

Ceara este produsul apicol cel mai ușor de transportat și manipulat, deoarece nu se deteriorează și nu necesită stocarea în recipiente speciale. Este un produs ce servește ca materie primă pentru numeroase industrii (peste 40). În antichitate și în Evul Mediu, ceara era folosită pentru plata tributului sau a altor taxe și era un articol comercial, deoarece putea fi utilizat în mai multe scopuri: pentru turnarea metalelor, modelare, impermeabilitate, ca adeziv, ca o componentă aunor alifii, pentru cosmetică, lumânări și alte surse de lumină. În Europa și în regiunile cu tradiție creștină, biserica avea nevoie de cantități însemnate de ceară pentru lumânări, motivul utilizării acesteia fiind virginitatea albinelor. În perioada anilor 1200 un cod galic, Cymraeg, dădea și motivul utilizării cerii în biserică:
The origin of Bees is from Paradise, and on account of the sin man they came hence, and God conferred his blessing upon them, and therefore the mass cannot be said without the wax („Originea albinelor este din paradis, ele au venit din cauza păcatului omului, iar Dumnezeu le-a binecuvântat și de aceea slujba nu poate fi rostită fără ceară”).
În ultima sută de ani piața mondială a cerii a scăzut considerabil, deoarece mierea se extrage prin centrifugare, iar fagurii se pot refolosi mai mulți ani. Astfel se pot obține producții de miere mai mari, iar producția de ceară reprezintă doar până la 2% din produsele stupului. O proporție considerabilă de ceară produsă se reîntoarce în industria apicolă care o prelucrează în forma fagurilor artificiali.

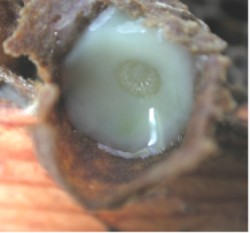
Lăptișor de matcă

Polenul, lăptișorul, propolisul și veninul, prin valoarea lor compozițională, reprezintă importante produse apicole, mult apreciate pentru proprietățile terapeutice. Comercializare polenului, puietului și a lăptișorului de matcă, ca produse separate ale stupului, a început după anul 1950, deoarece necesită utilizarea de metode moderne de procesare și stocare.
Cercetările din ultimul timp au stabilit că valoarea sporurilor de recoltă, obținută în urma polenizării plantelor agricole cu ajutorul albinelor întrece de 10-15 ori valoarea produselor apicole obținute de la albine.

## Comportamentul albinelor
Coloniile de albine sunt dependente de regina lor, care este singura ce poate depune ouă.

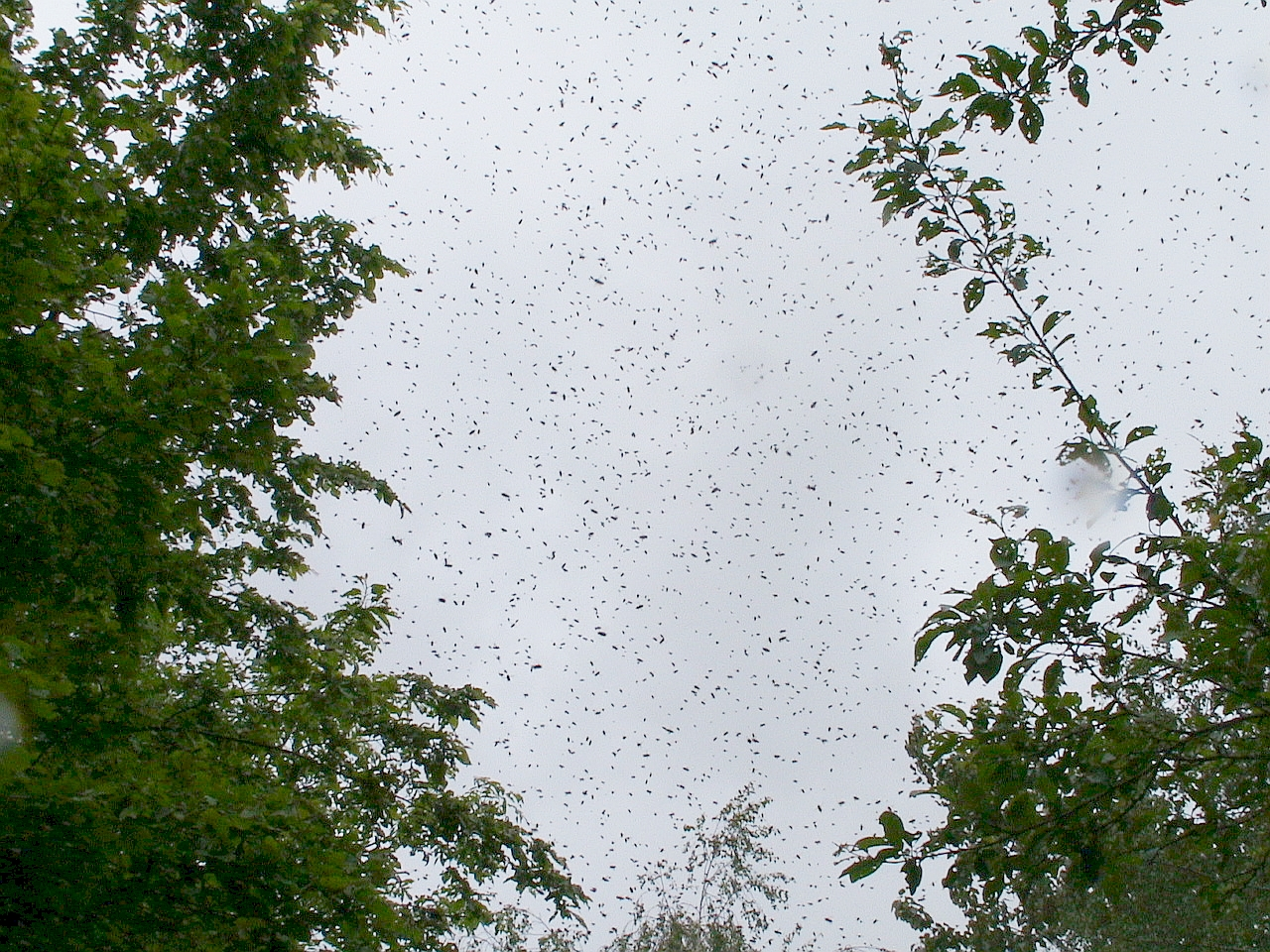
Un roi pe cale să aterizeze

## Apicultura mondială

### Europa și Federația Rusă
| Țară           | Producția de miere în 2005 (1000 tone) | Consumul de miere în 2005 pe cap de locuitor (1000 tone) |
| Ucraina        | 71,46                                  | 52                                                       |
| Federația Rusă | 52,13                                  | 54                                                       |
| Spania         | 37,00                                  | 40                                                       |
| Germania       | 21,23                                  | 89                                                       |
| Ungaria        | 19,71                                  | 4                                                        |
| România        | 19,20                                  | 10                                                       |
| Grecia         | 16,27                                  | 16                                                       |
| Franța         | 15,45                                  | 30                                                       |
| Bulgaria       | 11,22                                  | 2                                                        |

Sursă: Baza de date FOOD AND AGRICULTURE ORGANIZATION OF THE UNITED NATIONS (FAO Arhivat în 10 martie 2007, la Wayback Machine.), August 2007.

### America de Nord
| Țară                       | Producția de miere în 2005 (1000 tone) | Consumul de miere în 2005 pe cap de locuitor (1000 tone) |
| Statele Unite ale Americii | 79,22                                  | 163                                                      |
| Canada                     | 36,11                                  | 29                                                       |

Sursă: Baza de date FOOD AND AGRICULTURE ORGANIZATION OF THE UNITED NATIONS (FAO Arhivat în 10 martie 2007, la Wayback Machine.), August 2007.

### America de Sud
| Țară      | Producția de miere în 2005 (1000 tone) | Consumul de miere în 2005 pe cap de locuitor (1000 tone) |
| Argentina | 93,42                                  | 3                                                        |
| Mexic     | 50,63                                  | 31                                                       |
| Brazilia  | 33,75                                  | 2                                                        |
| Uruguay   | 11,87                                  | 1                                                        |

Sursă: Baza de date FOOD AND AGRICULTURE ORGANIZATION OF THE UNITED NATIONS (FAO Arhivat în 10 martie 2007, la Wayback Machine.), August 2007.

### Oceania
| Țară          | Producția de miere în 2005 (1000 tone) | Consumul de miere în 2005 pe cap de locuitor (1000 tone) |
| Australia     | 18,46                                  | 16                                                       |
| Noua Zeelandă | 9,69                                   | 8                                                        |

Sursă: Baza de date FOOD AND AGRICULTURE ORGANIZATION OF THE UNITED NATIONS (FAO Arhivat în 10 martie 2007, la Wayback Machine.), August 2007.

### Asia
| Țară          | Producția de miere în 2005 (1000 tone) | Consumul de miere în 2005 pe cap de locuitor (1000 tone) |
| China         | 299.33                                 | 238                                                      |
| Turcia        | 82.34                                  | 66                                                       |
| India         | 52.23                                  | 45                                                       |
| Coreea de Sud | 23.82                                  | 27                                                       |
| Vietnam       | 13.59                                  | 0                                                        |
| Turkmenistan  | 10.46                                  | 10                                                       |

Sursă: Baza de date FOOD AND AGRICULTURE ORGANIZATION OF THE UNITED NATIONS (FAO Arhivat în 10 martie 2007, la Wayback Machine.), August 2007.

### Africa
| Țară                    | Producția de miere în 2005 (1000 tone) | Consumul de miere în 2005 pe cap de locuitor (1000 tone) |
| Etiopia                 | 41.23                                  | 40                                                       |
| Tanzania                | 28.68                                  | 28                                                       |
| Angola                  | 23.77                                  | 23                                                       |
| Kenya                   | 22.00                                  | 21                                                       |
| Republica Centrafricană | 14.23                                  | 14                                                       |

Sursă: Baza de date FOOD AND AGRICULTURE ORGANIZATION OF THE UNITED NATIONS (FAO Arhivat în 10 martie 2007, la Wayback Machine.), August 2007.

## Dăunători și boli

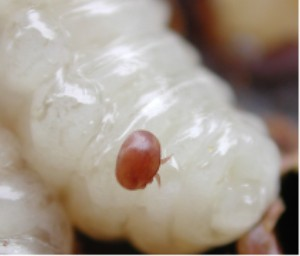
Acarianul Varroa pe o larvă de albină meliferă

### Paraziți
- Varroa destructor (ce se hrănesc cu corpurile albinelor adulte,  pupale și larvare). Timolul, un compus produs din cimbru, este un tratament pentru Varroa, deși poate provoca mortalitatea albinelor în concentrații mari. Mai sunt folosite și acidul oxalic și  acidul formic
- Nosema apis
- Achroia grisella
- Acarapis woodi. Un acarian ce infestează traheea albinelor. Mentolul este folosit pentru a trata acești acarienii.
- Galleria mellonella (molii mari de ceară ce se hrănesc cu exoscheletele larvelor)
- Aethina tumida (gândacul mic de stup)

### Prădători
- Sconcs
- Urs
- Prigorie